# Panezio di Rodi
Panezio (in greco antico: Παναίτιος?, Panaítios; Rodi, 185 a.C. circa – 109 a.C. circa) è stato un filosofo greco antico.
Allievo di Diogene di Seleucia e Antipatro di Tarso, contribuì a risvegliare dal torpore lo Stoicismo, inaugurando il periodo noto come "media Stoà".

## La vita e le opere
Panezio nacque a Rodi intorno al 185 a.C. da nobile famiglia. A Pergamo fu allievo del filologo Cratete di Mallo; intorno al 160 a.C., si stabilì ad Atene, dove si avvicinò allo Stoicismo. Panezio si recò più volte a Roma, dove entrò in contatto, probabilmente per intervento di Polibio, col Circolo degli Scipioni. 
Nel 129 a.C., dopo la morte di Antipatro di Tarso, Panezio divenne scolarca, incarico che mantenne fino alla morte (109 a.C. circa). Panezio scrisse un trattato Sul dovere (περὶ τοῦ καθήκοντος), in tre libri, e uno Sulla Provvidenza.

## La filosofia
Panezio introdusse modifiche alla filosofia dello Stoicismo antico e inaugurò una tendenza moderatamente eclettica, che sarà proseguita dal suo allievo Posidonio di Apamea. Rispetto allo Stoicismo classico, Panezio sostenne una concezione meno rigida della virtù e rifiutò la teoria della abolizione delle passioni (apatheia). Compito della ragione non è sopprimere gli istinti, ma disciplinarli e controllarli. In fisica, Panezio espresse l'esigenza di ridimensionare il determinismo dell'antica Stoa, avanzando dubbi sulla dottrina della conflagrazione universale.
Negò validità all'astrologia  per il determinismo che essa implica. La polemica antiastrologica di Panezio si fonda sulla libertà di scelta dell'uomo, senza la quale l'etica non avrebbe senso.
Intendeva l'uomo come fine della natura, grazie alle sue capacità di linguaggio e di ingegno, non come dualità spirito e materia, ma visto come integrità psicofisica, come unità. L'anima dell'uomo per Panezio era duplice, una parte razionale (composta di fuoco), un'altra irrazionale (composta d'aria). Per Panezio l'anima era mortale e, finito il fuoco dello pneuma (di cui era composta), si dissolveva.

## Edizioni dei frammenti
- Modestus Van Straaten (éd.),  Panétius, sa vie, ses écrits, sa doctrine, avec une édition des fragments, Amsterdam, 1946.
- Panaetii Rhodii Fragmenta, a cura di Modestus Van Straaten, Leida, 1952.
- Panezio di Rodi. Testimonianze, a cura di Francesca Alesse, Napoli, Bibliopolis, 1997.
- Panezio. Testimonianze e frammenti, testo greco e latino a fronte, a cura di Emanuele Vimercati, Milano, Bompiani, 2004.